# Herència mixta
La herència mixta, o herència fusionada, en la genètica, es correspon a un tipus d'herència en la qual tots dos gens són dominants i s'expressen de manera simultània.
L'herència mixta es diferencia de l'herència intermèdia la qual es refereix a la situació en la qual cap dels gens és dominant.
En l'herència mixta apareixen en els descendents nous caràcters per combinació dels caràcters dels progenitors.
Herència de mosaic és aquella en la qual la influència paternal és dominant en un grup de cèl·lules i la materna en un altre.
Fins a la recerca científica feta per Gregor Mendel, en canvi, el concepte herència mixta era la creença sobre que els individus hereten caràcters mesclats de manera homogènia dels seus pares.
Precisament Mendel descartà aquesta hipòtesi, quan els seus treballs sobre els pèsols van mostrar que els caràcters es componen de combinacions de gens distints i no d'una mescla contínua.
Fora del camp científic de la genètica, el terme herència mixta és un sinònim de multiracial.